# Gili Nanggu
Gili Nanggu är en ö i Indonesien.   Den ligger i provinsen Nusa Tenggara Barat, i den sydvästra delen av landet, 1 000 km öster om huvudstaden Jakarta. Arean är 0,16 kvadratkilometer.
Terrängen på Gili Nanggu är platt. Öns högsta punkt är 14 meter över havet. Den sträcker sig 0,6 kilometer i nord-sydlig riktning, och 0,5 kilometer i öst-västlig riktning.